# Barbara Bauer (Schauspielerin)
Barbara Bauer (* 1975 in Passau) ist eine deutsche Schauspielerin.

## Leben

### Ausbildung und Theater
Barbara Bauer absolvierte von 1995 bis 1999 ihre Schauspielausbildung an der Otto-Falckenberg-Schule in München. Im Jahre 2000 wurde sie mit dem Förderpreis der Bayerischen Staatsregierung für junge Künstler im Bereich der Darstellenden Kunst ausgezeichnet.
Bereits vor Abschluss ihres Schauspielstudiums erhielt sie Ende 1998 einen Gastvertrag am Schauspielhaus Bochum für die Rolle der Dorothy in Der Zauberer von Oz. Von 1999 bis zum Sommer 2000 hatte sie einen Teilspielzeitvertrag am Münchner Volkstheater, wo sie u. a. als Magd Zenz in dem bayerischen Volksstück Der verkaufte Großvater und als Lucie in der französischen Komödie Hase Hase auftrat.
Mit Beginn der Spielzeit 2000/01 ging Bauer an das Nationaltheater Mannheim, dem sie bis zum Ende der Spielzeit 2002/03 als festes Ensemblemitglied angehörte. Hier spielte sie u. a. das Kammermädchen Arabella in Die Verschwörung des Fiesco zu Genua (2000, Regie: Jens-Daniel Herzog), die Rosetta in Leonce und Lena (2000, Regie: Stefan Nolte), Celia in Wie es euch gefällt (2001, Regie: Simone Blattner), Lieschen in Faust I (2001, Regie: Frank-Patrick Steckel), Molly Griesinger in Der Marquis von Keith (2002, Regie: K.D. Schmidt) und die Schmuggleremma in Herr Puntila und sein Knecht Matti (2003, Regie: Marlon Metzen). Von Februar bis April 2004 spielte sie am Nationaltheater Mannheim als Gast die Karoline im Horváth-Stück Kasimir und Karoline.
Es folgten Gastverpflichtungen bei den Tiroler Volksschauspielen in Telfs (2005) und bei den Freilichtspielen Schwäbisch Hall (2006). Von Juni bis August 2010 gastierte sie erneut bei den Tiroler Volksschauspielen, diesmal mit der Rolle der Angela in König Hirsch von Carlo Gozzi in einer Inszenierung von Thomas Blubacher. In den Jahren 2012 bis 2014 war sie mit verschiedenen Stück- und Gastverträgen beim Theater an der Rott verpflichtet. Im Frühjahr 2017 gastierte sie bei der freien Theaterformation „Ensemble für unpopuläre Freizeitgestaltung“ mit dem Theaterstück Käthe Hermann von Anne Lepper im Kulturhaus Dornbirn.

### Film und Fernsehen
Bauer war seit Anfang der 2000er Jahre auch im Kino und regelmäßig im Fernsehen zu sehen, häufig in Produktionen des Bayerischen Fernsehens und des ZDF, wobei sie Charaktere mit süddeutschem, oberbayerischen oder österreichischem Hintergrund verkörperte. Sie wurde fast durchgängig im Rollentypus der Volksschauspielerin besetzt. Viele ihrer Rollen waren Kurzauftritte, in denen sie als Sekretärin, Krankenschwester, Verkäuferin, Rezeptionistin oder sonstiges Dienstpersonal an der Seite der Hauptfiguren auftrat. Zu ihren Partnern im Fernsehen gehörten u. a. Erol Sander, Jacques Breuer, Ruth Drexel, Franziska Petri, Stephan Zinner, Hans Sigl, Markus Böker, Joseph Hannesschläger, Rudolf Krause, Christian Berkel, Gerd Silberbauer Luise Bähr, Franziska Schlattner und Patricia Aulitzky.
In der Filmkomödie Schwere Jungs (2006) von Regisseur Marcus H. Rosenmüller hatte sie eine Nebenrolle als Ursel; sie war die Frau des Wirts Franzl (Michael A. Grimm). Im Kinofilm Die Geschichte vom Brandner Kaspar (2008) verkörperte sie, unter der Regie von Joseph Vilsmaier, die mannstolle „Kugler Resl“, die Tochter des Bürgermeisters.
In der ARD-Fernsehreihe Agathe kann’s nicht lassen (2006–2007) verkörperte sie in einer durchgehenden Nebenrolle das Frl. Buchecker, die Sekretärin des Kriminalkommissars Krefeld (Maximilian Krückl). In der BR-Fernsehserie Der Kaiser von Schexing (2008–2009) hatte sie als Rathausangestellte Traudl Mair ebenfalls eine durchgehende Nebenrolle. Im Polizeiruf 110: Schuld (Erstausstrahlung: 2012) spielte sie an der Seite von Daniel Christensen die Bauerstochter Kati, die schwangere Verlobte des Beschuldigten. In der BR-Fernsehreihe Der Komödienstadel war sie in dem bayerischen Lustspiel Allein unter Kühen (Erstausstrahlung: März 2013) in der jugendlichen Nebenrolle der Maria Assinger zu sehen; an der Seite von Dieter Fischer war sie die Ex-Freundin eines Bergbauern.
Außerdem hatte sie Episodenrollen u. a. in den Fernsehserien Der Bergdoktor (2008; als verzweifelte Mutter Karin), München 7 (2015; als Lilly Ismeier, die resolute Mutter eines Abiturienten), SOKO München (2015; als Carolin Kunze, die Leiterin einer Selbsthilfegruppe für „Messies“) und mehrfach in der ZDF-Erfolgsserie Die Rosenheim-Cops. Im Januar 2018 war Bauer bei den „Rosenheim-Cops“ in einer Episodenhauptrolle zu sehen; sie spielte Regina Bauer, die tatverdächtige Cousine und Alleinerbin einer ermordeten Marktfrau.

### Sonstiges
Bauer arbeitete auch als Hörspielsprecherin, u. a. für den Bayerischen Rundfunk und den Norddeutschen Rundfunk. Sie ist Mitglied im Bundesverband Schauspiel (BFFS). Bauer lebt in München und Wien.

## Filmografie (Auswahl)
- 2000: Fast ein Gentleman (Fernsehfilm)
- 2000: Doppelter Einsatz München – Trennung ist der Tod (Fernsehfilm)
- 2002: Die Rosenheim-Cops: Die Zocker von Rosenheim (Fernsehserie, eine Folge)
- 2005: Wen die Liebe trifft (Fernsehfilm)
- 2005: Tatort: Tod auf der Walz (Fernsehreihe)
- 2006: Schuld und Rache (Fernsehfilm)
- 2006: Schwere Jungs (Kinofilm)
- 2006: Franziskas Gespür für Männer (Fernsehfilm)
- 2006–2007: Agathe kann’s nicht lassen (Fernsehreihe)
- 2007: Tatort: Bevor es dunkel wird (Fernsehreihe)
- 2008: Utta Danella – Das Geheimnis unserer Liebe (Fernsehreihe)
- 2008: Der Bergdoktor: Am Scheideweg (Fernsehserie, eine Folge)
- 2008: Die Geschichte vom Brandner Kaspar (Kinofilm)
- 2008–2009: Der Kaiser von Schexing (Fernsehserie)
- 2009: Franzi: Die Chinesin (Fernsehserie, eine Folge)
- 2009: Unter Verdacht – Tausend Augen (Fernsehreihe)
- 2011: Das dunkle Nest (Fernsehfilm)
- 2011: Blaubeerblau (Fernsehfilm)
- 2011: Kissenschlacht (Fernsehfilm)
- 2011: SOKO München: Die Tote des Monats (Fernsehserie, eine Folge)
- 2012: Polizeiruf 110: Schuld (Fernsehreihe)
- 2013: Polizeiruf 110: Der Tod macht Engel aus uns allen (Fernsehreihe)
- 2013: Der Komödienstadel – Allein unter Kühen (Fernsehreihe)
- 2013: Fack ju Göhte (Kinofilm)
- 2014: Die Frau aus dem Moor (Fernsehfilm)
- 2014: Die Rosenheim-Cops: Thors Hammer (Fernsehserie, eine Folge)
- 2015: Weißblaue Geschichten: Erbschaft zum Glück (Fernsehserie, eine Folge)
- 2015: München 7: Wir sind der Markt (Fernsehserie, eine Folge)
- 2015: SOKO München: Chaos im Kopf (Fernsehserie, eine Folge)
- 2015: Lena Lorenz – Zurück ins Leben (Fernsehreihe)
- 2015: Inga Lindström – Liebe deinen Nächsten (Fernsehreihe)
- 2017: Jella jagt das Glück (Fernsehfilm)
- 2018: Die Rosenheim-Cops: Klappe zu, Marktfrau tot (Fernsehserie, eine Folge)
- 2018: Frühling – Wenn Kraniche fliegen (Fernsehreihe)
- 2019: Bingo im Kopf (Fernsehfilm)
- 2019: Die Bergretter: Einfach hier bleiben (Fernsehserie, eine Folge)
- 2020: Der Bergdoktor: Zeit des Erwachens (Fernsehserie, eine Folge)
- 2020: Annie – kopfüber ins Leben (Fernsehfilm)
- 2021: Zum Glück zurück (Fernsehfilm)
- 2021: Daheim in den Bergen – Brüder (Fernsehreihe)
- 2021: Plan A (Kinofilm)
- 2022: Zimmer mit Stall: So ein Zirkus (Fernsehreihe)
- 2022: Annie und der verliehene Mann (Fernsehfilm)
- 2022: Annie und das geteilte Glück (Fernsehfilm)
- 2023: Gute Freunde – Der Aufstieg des FC Bayern (Fernsehserie, drei Folgen)
- 2024: Laim und die Toten ohne Hosen (Fernsehreihe)
- 2025: München Mord: Nix für Angsthasen (Fernsehreihe)